# Шабалин, Владимир Игнатович
Владимир Игнатович Шабалин (1925—1943) — участник Великой Отечественной войны, стрелок взвода пешей разведки 212-го гвардейского стрелкового полка 75-й гвардейской стрелковой дивизии 30-го стрелкового корпуса 60-й армии Центрального фронта, гвардии младший сержант, Герой Советского Союза (1943).

## Биография
Родился 1 января 1925 года в городе Канск. Окончил 7 классов в школе № 2, в 1941 году поступил в железнодорожное училище в городе Иланский. Работал помощником машиниста паровоза.
В январе 1943 года был призван в Красную Армию. Прошёл военную подготовку в учебном полку в городе Ачинск. В сентябре 1943 года был направлен на фронт и стал разведчиком взвода пешей разведки 212-го гвардейского стрелкового полка 75-й гвардейской стрелковой дивизии.
Гвардии красноармеец Шабалин В. И. проявил героизм при форсировании реки Днепр севернее Киева в районе сел Глебовка и Козаровичи (Вышгородский район Киевской области) осенью 1943 года. В наградном листе командир 212-го гвардейского стрелкового полка гвардии полковник Борисов М. С. написал:

При форсировании реки Днепр Гвардии младший сержант Шабалин один из первых переправился на подручных средствах на правый берег с целью разведки пристани Глебовка, села Козаровичи и обнаружения огневых точек и сил противника. При производстве разведки в составе взвода в ночь с 21.9 на 22.9.43 г. в районе села Козаровичи взвод пешей разведки вступил в неравный бой с противником, где гвардии младший сержант Шабалин показал образцы мужества, героизма и отваги, при отражении атак погиб смертью героя не отступив ни на шаг.
Указом Президиума Верховного Совета СССР от 17 октября 1943 года за успешное форсировании реки Днепр севернее Киева, прочное закрепление плацдарма на западном берегу реки Днепр и проявленные при этом мужество и геройство гвардии младшему сержанту Шабалину Владимиру Игнатовичу присвоено звание Героя Советского Союза посмертно.
Похоронен в селе Семиполки Киевской области.

## Награды
- Медаль «Золотая Звезда» Героя Советского Союза (17 октября 1943 года);
- орден Ленина.

## Память
- В городе Канске установлен бюст Героя и мемориальная доска.
- Именем В. И. Шабалина названа одна из улиц Канска.